# Veselynivka
Veselynivka (ukrajinsky Веселинівка) je česká evangelická obec v Berezivském okrese Oděské oblasti na jižní Ukrajině. Má 213 obyvatel a rozlohu 1,319 km².
Název obce se měnil v průběhu její existence několikrát. Prvním názvem byla Sirotinka, potom Čechoslavie (1923–1930), chutor Čechy (1930–1940), znovu Sirotinka (1940–1950) a od roku 1950 Veselynivka.

## Historie
Veselynivku založili 14. února 1912 na najaté půdě pana Sirotinského v tehdejší Chersonské gubernií Ruského císařství potomci českých pobělohorských evangelických exulantů. Byli to bratři Vilém Horta, Pavel Kratochvíl, Josef, Karel a Pavel Poláčkovi a Antonín Zlatník z Bohemky a Jan Hejtmanek, Alois Manek, František Suchánek a Jan Švejdar ze Zeleného Jaru i s rodinami.
První zmínka o Veselynivce se objevila v českém tisku ještě v roce 1914 v cestopise evangelického faráře Františka Bednáře (1884–1963), který tehdy navštívil Bohemku.
Za dobu své existence Veselynivka zažila tři války (občanskou a obě světové), několik okupací, v roce 1917 únorovou revoluci a říjnový převrat, 4 hladomory (1921–1922, 1928, 1932–1933, 1946–1948), perzekuce (1927–1937), znárodnění a kolektivizaci (1930), národnostní a náboženský útlak, neúrody (1922, 1932, 1947), Černobylskou katastrofu (1986) a existenci největšího a nejsilnějšího totalitního státu v dějinách lidstva – SSSR (1922–1991). Celkové ztráty nejsou přesně známy. Počet perzekvovaných se nepodařilo zjistit, ale ve 2. světové válce padli čtyři bratři v československé východní armádě, jeden v Rudé armádě a dva v sovětském partyzánském oddílu. Jejich jména jsou uveřejněná na pomníku v sousední obci Mychajlo-Oleksandrivka. V průběhu čtyř hladomorů nezemřel nikdo.

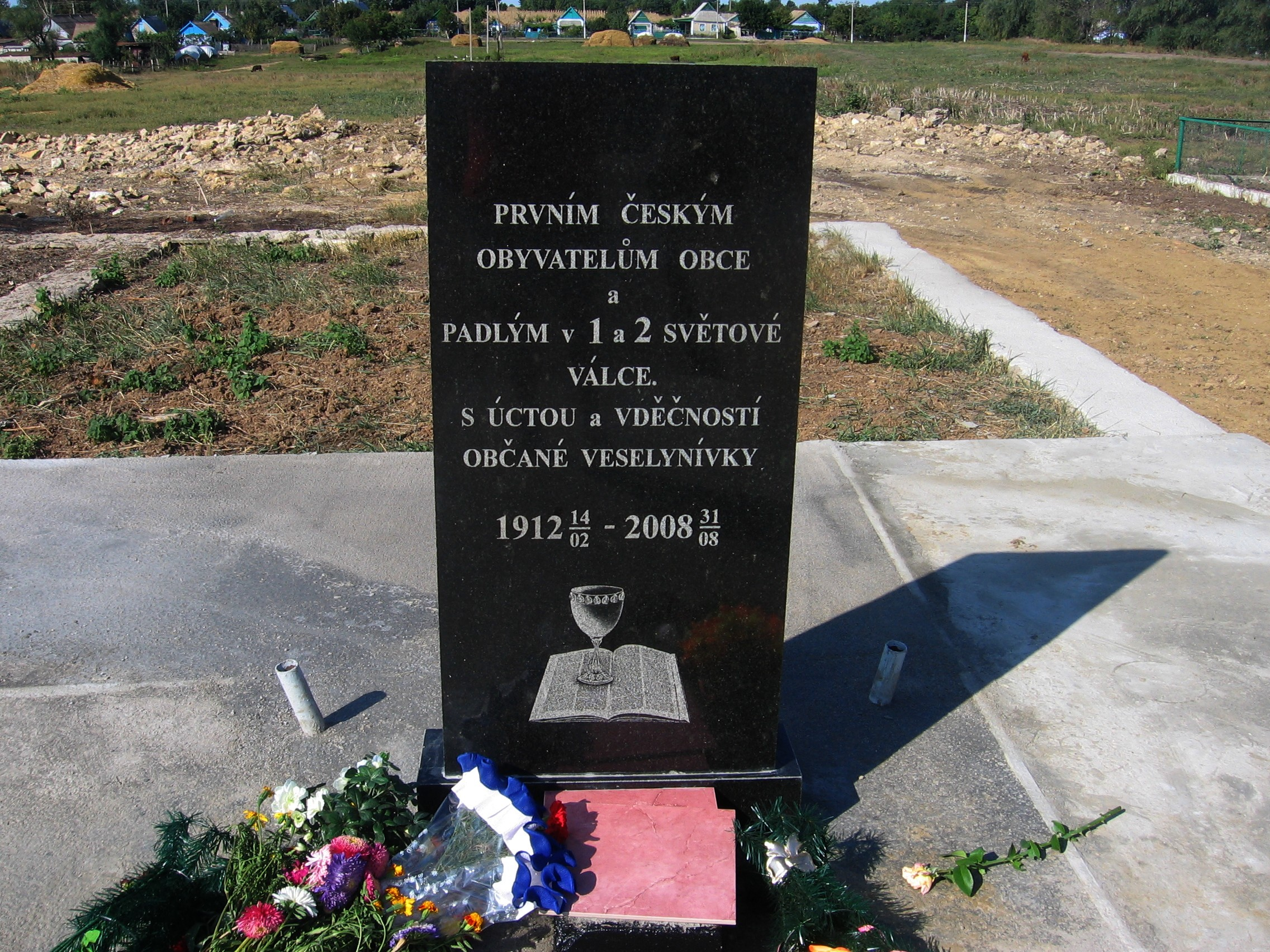
Pomník prvním českým obyvatelům obce a padlým v 1. a 2. světové válce

31. srpna 2008 byl ve Veselynivce slavnostně odhalen pomník „Prvním českým obyvatelům obce a padlým v 1. a 2. světové válce s úctou a vděčností občané Veselynivky. 14. 02. 1912 – 31. 08. 2008“.

## Evangelický sbor
V letech 1923–1962 existoval ve Veselynivce český evangelický reformovaný sbor. Jako kazatelé ve sboru sloužili: v letech 1923–1929 August Hapala (1895–1984) z Bílavska u Bystřice pod Hostýnem, bývalý voják c. a k. rakousko-uherské armády a zajatec, v letech 1929–1942 Vilém (Konstantinovič) Horta (1880–1954), po něm v letech 1942–1945 Josef (Miloslavovič) Vintr (1913–1993) z Bohemky, dále pak v letech 1945–1948 Fridrich (Francovič) Jančík (1899–1980). V letech 1948–1962 občas dojížděli kazatelé Václav Pujman (1878–1952) a Vilém Pujman (1896–1967) z Bohemky. V letech 1965–1970 kázal na pohřbech Jan (Karlovič) Svoboda (1880–1973). Konfirmace dětí se konala v Bohemce. V letech 1922–1932 se starala o bratry ve Veselynivce Českobratrská církev evangelická (ČCE) a Kostnická jednota. V jejich zastoupení obec navštívil v letech 1922 a 1923 vikář Rudolf Šedý (1873–1970) ze Svebohova. Obnovení vztahů s ČCE nastalo až v nezávislé Ukrajině v červnu 1993, kdy Veselynivku navštívili faráři Jiří Kučera z Hradiště a Pavel Jun z Borové u Poličky, vikář Václav Hurt z Hrabové a student Evangelické teologické fakulty Univerzity Karlovy Daniel Matouš. V únoru 1998 se sbor obrodil jako český nezávislý evangelický bratrský sbor, který úzce spolupracuje s ČCE a jehož představitelé jej pravidelně navštěvuji – zejména celocírkevní kazatel pro české sbory ve východní Evropě Mgr. Petr Brodský. Sbor vede ordinována presbyterka Marie Provazníková (ukrajinsky Марія Провазнік), která je také členem České národní rady Ukrajiny. Bohoslužby probíhají v modlitebně, která byla vysvěcená 3. října 1999, a jsou vedeny v češtině. Při sboru působí český folklórní pěvecký soubor Zlaté Rosy.